# Bruno Oudet
Pour les articles homonymes, voir Oudet.
Bruno Oudet, alias Papy Frog, né le 13 février 1946 à Rochefort, est un enseignant-chercheur en informatique et l'un des pionniers de l'Internet en France. Il est collaborateur bénévole au Laboratoire d'informatique de Grenoble.

## Biographie
En poste à l'ambassade de France à Washington de 1991 à 1995, il a été l'initiateur du réseau Frognet qui a diffusé notamment dans les années 1994-1995 par l'Internet à plus de 7 000 personnes, tous les jours, les informations françaises préparées par l'Agence France-Presse puis par Radio France internationale. De retour en France en 1995, il a lancé successivement le chapitre français de l'Internet Society, les Rencontres internet d'Autrans et la fête de l'Internet. Bruno Oudet invite Louis Pouzin, une des figures du plan calcul dans les réseaux, à l'édition de janvier 1997 des Rencontres internet d'Autrans, la seconde .
Il a travaillé sur la e-inclusion (projet « Internet de rue ») et s'est impliqué sur la mise en réseau des innovations sociales. Il a travaillé sur le projet compagnonnage 2.0 avec l'Institut des Métiers et des Techniques de Grenoble.

## Publications
Présentation chronologique
- Collab. avec Michel Deverge, L'internet des familles : le guide des parents responsables, Bayard, Paris, 2001, 179 p.  (ISBN 9782227139251)
- Comptabilité générale avec DBase III Plus, Masson, coll. « Méthode + programmes », Paris, 1987, 299 p.  (ISBN 9782225812040)

### Travaux de recherche publiés dans le cadre de son travail universitaire
- Direction de la thèse de Michel Page, Systèmes experts à base de connaissances profondes : application à un poste de travail intelligent pour le comptable, thèse de doctorat, Grenoble I.N.P.G., 1990.
- En collab. avec Philippe Jorrand, art. « Spécial Internet - Internet deuxième génération - débat : que peut la recherche française ? » dans la revue La Recherche no 328, 2000, p. 56-57.
- Direction de la thèse de Mustapha Kamoun, L'implantation des systèmes interactifs d'aide à la décision de groupe, thèse de 3e cycle, Grenoble 2, 1982.
- Thèse sous la direction de Pierre Larnac, Étude de la dynamique déterministe à court terme des modèles macro-économiques : Application au modèle STAR, Doctorat ès sciences économiques, Paris Dauphine, 1976.